# 聯邦儲備法
1913年12月23日，美国第63届国会通过，并由伍德罗·威尔逊总统签署成为法律。该法確立了美国的中央银行體系联邦储备系统（Fed）。
1. . 光华管理学院.   [2025-08-20]. （原始内容存档于2024-05-22） （中文（中国大陆））.
2. (PDF). 中央銀行專著選譯叢書 NO. 5. 中央銀行: p.1. 2013-12  [2025-08-20] （中文（臺灣））.